# Stanisław Mazur (1897–1964)
Stanisław Mazur (ur. 7 listopada 1897 w Stołężynie, zm. 2 czerwca 1964 w Wapnie) – polski rolnik i polityk, poseł na Sejm PRL I kadencji. Odznaczony Orderem Budowniczych Polski Ludowej.

## Życiorys
Pracował w kopalni soli w Wapnie jako górnik i maszynista wyciągowy. Służył w Armii Cesarstwa Niemieckiego, uczestniczył w powstaniu wielkopolskim. W 1930 kupił gospodarstwo rolne w Podolinie, z którego został wysiedlony w czasie okupacji niemieckiej, powrócił do niego w 1945. Prowadzone wraz z żoną gospodarstwo miało 6 hektarów.
Wstąpił do Stronnictwa Ludowego, a następnie do Zjednoczonego Stronnictwa Ludowego. W strukturach ZSL był prezesem miejscowego koła, członkiem Wojewódzkiego Komitetu ZSL w Poznaniu i wiceprezesem Powiatowego Komitetu ZSL w Wągrowcu. Był sołtysem wsi Podolin, w latach 1949–1950 wójtem gminy Wapno. Należał do Związku Samopomocy Chłopskiej, dzięki jego aktywności w 1946 zelektryfikowano Podolin, wybudowano drogę łączącą Podolin z Wapnem oraz podniesiono poziom kultury rolnej.
Z ramienia ZSL był radnym Gminnej Rady Narodowej w Wapnie, od 1950 członek prezydium GRN, w latach 1954–1962 radny powiatowej rady narodowej w Wągrowcu. W 1952 uzyskał mandat posła na Sejm I kadencji z okręgu Gniezno. 
W 1948 wziął udział w akcji współzawodnictwa pod hasłem „Najwyższy plon buraka cukrowego”, zebrał 568,33 kwintali korzeni buraka cukrowego z 1 hektara. Centralny Komitet Akcji Plantacyjnej Buraka Cukrowego w Warszawie wyróżnił go w kwietniu 1949 tytułem Przodującego Plantatora Buraka Cukrowego w Polsce w roku 1948, był członkiem Stowarzyszenia Plantatorów Buraka Cukrowego przy cukrowni Żnin. Suma premii z rekordowej hodowli wyniosła 137 000 złotych. Pieniądze przeznaczył na remont budynku mieszkalnego i kupno krowy. 11 września 1949 wziął udział na Psim Polu w dożynkach pod patronatem Prezydenta RP Bolesława Bieruta, stał na czele delegacji chłopów i młodzieży wiejskiej.
W kręgu jego zainteresowań znajdowały się konie.
W 1949 odznaczony Orderem Budowniczych Polski Ludowej, w 1955 otrzymał Medal 10-lecia Polski Ludowej.